# Ignacy Komorowski (kasztelan chełmski)
Ignacy Komorowski herbu Korczak (ur. ok. 1710, zm. 23 lutego 1760) – kasztelan chełmski w latach 1756–1760, poseł na sejm w 1746 roku, podkomorzy chełmski w latach 1750–1756, chorąży chełmski w 1750 roku, miecznik chełmski w latach 1745–1750, komornik ziemski chełmski w 1731 roku, skarbnik chełmski w latach 1738–1745, miecznik bracławski w 1731 roku, starosta ochocki.
Poseł ziemi chełmskiej na sejm 1748 roku.
W 1742 roku był komisarzem z ziemi chełmskiej Trybunału Skarbowego Koronnego.
Ożenił się z Katarzyną Radecką. Z tego małżeństwa pochodziło troje dzieci:
- Aniela Ludwika Komorowska – żona Mateusza Bąkowskiego z Bąkowa i Zaborowa h. Gry (ok. 1720–1789), stolnika Halicza, cześnika  Kołomyi (1746), podczaszego halickiego (1761),
- Kazimierz Komorowski,
- Józef Joachim Komorowski (1735–1800) – kasztelan bełski i lubaczowski, kawaler Orderu Orła Białego.

19 grudnia 1756 po śmierci Andrzeja Olędzkiego Ignacy Komorowski został kasztelanem chełmskim.